# Rosa Amada Villegas
Rosa Amada Villegas Morán (Guayaquil, c. 1905-Guayaquil, 30 de enero de 1989) fue una profesora y filántropa ecuatoriana.

## Biografía

### Vida privada
Hija de Rosa Morán de Villegas, vivía en Guayaquil junto a su familia, en una vivienda ubicada en calle Morro 704, entre Bolívar y Quisquis (actual Rumichaca, entre Víctor Manuel Rendón y Quisquis).
Fue novia de Medardo Ángel Silva a sus 14 años. El escritor se suicidó frente a ella, tras la ruptura de su noviazgo.
Abel Romeo Castillo, en su obra sobre Silva, presenta a Rosa Villegas como una profesora fiscal que también servía en hogares de protección social. 
Contrajo matrimonio con el escritor Lauro Dávila a inicios de la década de 1920.

### Muerte
Rosa Villegas muere el 30 de enero de 1989, y fue enterrada junto a Lauro Dávila, su esposo.

### Obras dedicadas a ella
- Medardo Ángel Silva dedicó uno de sus últimos versos, "El alma en los labios", a Rosa Villegas tras su ruptura. Al entregarle el manuscrito redactado con tinta roja, se suicidó frente a ella.[3][2]
- Lauro Dávila Echeverría, escritor orense, escribió la canción "Guayaquil de mis amores" entre el 21 y 22 de marzo de 1929 con inspiración en Rosa Villegas.[4]